# Juventud Castellana
Juventud Castellana fue una revista publicada en Valladolid entre 1907 y 1908.

## Descripción
Juventud Castellana contó con importantes colaboradores como Zacarías Ylera, Ricardo Allué, Federico Santander o Francisco Antón.
En el primer tercio del siglo XX, otras publicaciones vallisoletanas de carácter castellanista fueron: Boletín de la Sociedad Castellana de Excursiones (1903-1919) y Revista Castellana (1915-1924).
Se habría editado desde septiembre de 1907 hasta marzo de 1908.